# Пугачёвское сельское поселение (Волгоградская область)
Пугачёвское се́льское поселе́ние — муниципальное образование в составе Котельниковского района Волгоградской области.
Административный центр — станица Пугачёвская.

## История
Пугачёвское сельское поселение образовано 14 марта 2005 года в соответствии с Законом Волгоградской области № 1028-ОД.

## Население
| 2010 | 2012 | 2013 | 2014 | 2015 | 2016 | 2017 |
| ---- | ---- | ---- | ---- | ---- | ---- | ---- |
| 788  | ↘763 | ↘745 | ↗750 | ↘744 | ↘727 | ↘715 |
| 2018 | 2019 | 2020 | 2021 |      |      |      |
| ↗716 | ↗720 | ↘719 | ↘703 |      |      |      |

## Состав сельского поселения
| № | Населённый пункт | Тип населённого пункта          | Население |
| - | ---------------- | ------------------------------- | --------- |
| 1 | Приморский       | посёлок                         | 134       |
| 2 | Пугачёвская      | станица, административный центр | 654       |